# Yu Dawei
Yu Dawei (chiń. 于大伟 ur. 21 czerwca 1984 roku w Qingdao, Szantung) – chiński siatkarz grający na pozycji środkowego; reprezentant Chin.
Karierę sportową rozpoczął w 2000 roku w miejscowym klubie Qingdao No. 2 Stadium. Po trzech latach dostał się do klubu prowincji Szantung, który uczestniczy w najwyższej klasie rozgrywek klubowych w Chinach.
W 2004 roku otrzymał powołanie do reprezentacji kadetów, rok później reprezentacji seniorów.
Pięciokrotnie znalazł się w kadrze na Ligę Światową (w 2006, 2007, 2008, 2009 i 2010 roku).
Uczestniczył w Mistrzostwach Świata 2006, zajmując 17. miejsce. W tym samym roku z reprezentacją zdobył srebrny medal igrzysk azjatyckich.
Znalazł się w składzie drużyny olimpijskiej, która na Letnich Igrzyskach Olimpijskich doszła do ćwierćfinału.